# Left Behind II: Tribulation Force
Left Behind II: Tribulation Force es una película cristiana de suspenso apocalíptico, y la segunda de una serie de películas basada en la serie de libros 'Dejados Atrás' escrita por Tim LaHaye y Jerry Jenkins. Fue producida y distribuida por  Cloud Ten Pictures y Namesake Entertainment.  Fue dirigida por Bill Corcoran, y protagonizada por Kirk Cameron y Brad Johnson. Fue lanzado directamente a VHS el 29 de octubre de 2002. El Productor ejecutivo de la película fue Andre Van Heerden.

## Sinopsis
Ha pasado una semana desde la misteriosa desaparición de millones de personas. El caos gobierna al mundo y la gente continúa buscando a sus seres queridos. La ley marcial entra en vigor debido al aumento de la tasa de suicidios y el saqueo de los negocios y hogares. En medio de todo este caos el mundo pone su mirada en el liderazgo del Secretario General de la ONU Nicolae Carpathia, la única persona que ofrece respuestas, esperanza y planes para restaurar el orden y la paz. 
Mientras que Carpathia tiene toda la atención mediática mundial, aparentemente es inconsciente de que un grupo de rebeldes difunde la verdad de que él es el Anticristo.

## Elenco
- Kirk Cameron como "Buck Williams".
- Brad Johnson como "Rayford Steele".
- Gordon Currie como  "Nicolae Carpathia".
- Chelsea Noble como "Hattie Durham".
- Clarence Gilyard como "Bruce Barnes".
- Janaya Stephens como "Chloe Steele".
- Colin Fox como "Chaim Rosenzweig".
- Lubomir Mykytiuk como "Ben-Judah".
- Christopher Bondy como "Steve Plank".
- Les Carlson como "Elías, uno de los Testigos".
- Louis Negin  como "Moisés, uno de los Testigos".